# プジョー・304
プジョー・304（Peugeot 304 ）は、フランスの自動車会社であるプジョーが1969年から1980年まで生産した小型乗用車である。

## 概要
1969年発表のルノー・12の登場により活況を呈し始めた1,300ccクラスの乗用車市場に向けて、プジョーが同年秋のパリ・サロンに登場させた上級大衆車。
一言で言えば1965年発表の204の上級版で、フロントを上級車の504風に化粧直しし、エンジンを1.3Lに拡大、全長を10cm延長してトランクスペースを拡大させている。ホイールベース、トレッドも204と共通。ボディデザインは204同様、ピニンファリーナの作である。1972年にはボディ後半は204のままの5ドアワゴン・ブレークも追加された。
1973年にはマイナーチェンジを受けリアコンビランプが大型化され、ツインキャブレター74.5PS/6,000rpmエンジンとフロアシフトを持つ「304S」が追加された。204が生産中止となった1977年には、その市場を受け継ぐべく204と同じ1,100cc/1,400ccディーゼルエンジン搭載車が追加された。後継車305が登場した後の1979年にセダンが、1980年にブレークの生産が終了した。

## クーペ・カブリオレ
304にはセダン(ベルリーヌ)・ワゴン(ブレーク)の他に、同じくピニンファーリーナ・デザインの2+2ハッチバッククーペと2座カブリオレがあった。といってもやはり204をベースとしたもので、1970年に204クーペ・カブリオレのフロントデザインを変更し、エンジンを1,300ccに拡大して登場した。204クーペ・カブリオレはこの際消滅した。車体後部は204のままで、ベルリーヌよりホイールベースが短縮されて全長は20cm短い。（全長3,760mm×全幅1,570mm×全高1,430mm）
1973年にはベルリーヌ同様「304S」が追加され、カブリオレはSのみとなり、その後1974年にクーペも同じくS仕様に統一された。セダン・ワゴンより早く1975年に生産中止となった。

## 日本での販売
当時の日本はプジョーの輸入がほとんど途絶えていた時期であったので、正式輸入されなかった。